# Ian Boothby

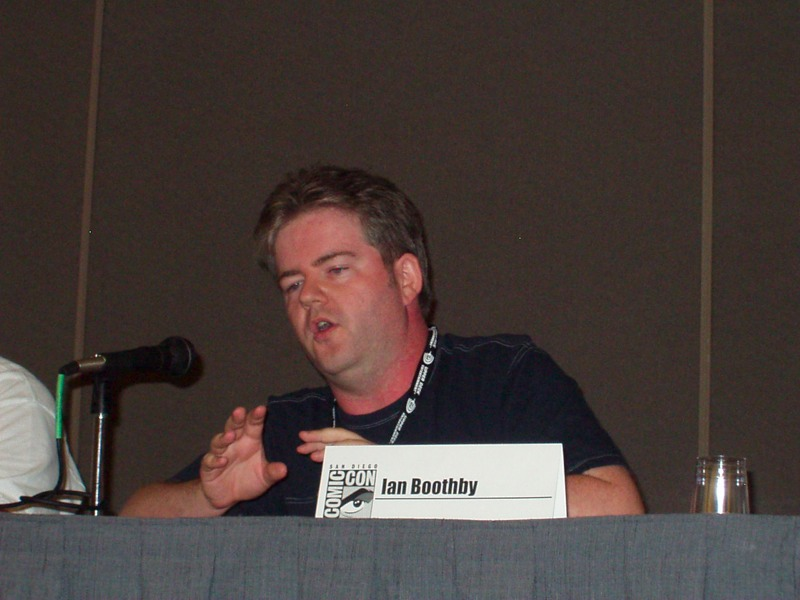
Ian Boothby em foto de 2004.

Ian Boothby é um autor de histórias em quadrinhos americanas, conhecido por seu trabalho como roteirista nas revistas Futurama Comics e The Simpsons Comics, que lhe rendeu uma indicação ao Eisner Award de "Melhor Escritor" em 2011. É casado com a Pia Guerra, desenhista e co-criadora ao lado de Brian K. Vaughan da série Y: The Last Man.